# Hakedahl
Hakedahl ist ein Ortsteil von Detmold und liegt etwa drei Kilometer in nördlicher Richtung vom Stadtzentrum entfernt. Die benachbarten Detmolder Ortsteile sind Klüt, Brokhausen, Vahlhausen und Detmold-Nord. Hakedahl setzt sich aus den früheren Gemeinden Herberhausen, Hohenwart und Hakedahl zusammen. Um 1427 entstand eine Hofgruppe, die als Hawkesdahl (Habichtstal) in alten Dokumenten erwähnt wird. Hohenwart war eine mit Hakedahl verbundene Zweihöfesiedlung.
Das Gut Herberhausen wurde von der Burgmannenfamilie von dem Bussche erbaut und später von der Familie von Exter erworben. Im Jahr 1761 ging das Gut in bürgerlichen Besitz über. Heute ist nur noch ein Teil des spätmittelalterlichen Turmspeichers erhalten. Wohnhaus und Gartenpavillon stammen aus dem späten 19. Jahrhundert und wurden vom damaligen Besitzer Heinrich Niemeyer (1869–1906) errichtet. Auf dem Gutsgelände gibt es außerdem noch zwei Kötterhäuser und einen Friedhof. Das Gut Herberhausen galt bis 1918 als selbständige Gemeinde.
Am 1. Januar 1970 wurde Hakedahl in die Kreisstadt Detmold eingegliedert.
In Hakedahl wohnen auf einer Fläche von 3,0 km² insgesamt 2260 Bürger (August 2006). Ortsbürgermeister ist derzeit Andreas Rempel (CDU), der gleichzeitig Vorsitzender im Bürgerverein ist und sich schon seit vielen Jahren ehrenamtlich für Herberhausen engagiert. Zur wichtigsten Aufgabe hat er sich die Integration der verschiedenen ethnischen Gruppen gemacht.

## Herberhausen
Herberhausen ist ein Stadtteil Detmolds, der dem Ortsteil Hakedahl zugeordnet ist und dessen Name von einem gleichnamigen Rittergut in der Nähe stammt. Am 1. März 1920 wurde das Rittergut in die Gemeinde Hakedahl integriert.
In der Siedlung wohnten bis 1995 Soldaten der Britischen Rheinarmee in quaderförmigen vielstöckigen Häusern aus den sechziger Jahren, die auf dem Flugplatz Detmold stationiert waren. Die Siedlung trug den Namen Hakedahl und war in Detmold umgangssprachlich auch als „Klein-London“ bekannt. Nach dem Abzug der Soldaten wurde die Siedlung in Herberhausen umbenannt und auf dem Gebiet des in der Nähe liegenden Fliegerhorstes entstand der neue Stadtteil Hohenloh.
Herberhausen war anfangs ein sozialer Brennpunkt. In den etwa 800 Wohnungen wohnten um die 2000 Menschen; davon über 90 % Migranten – vorwiegend Russlanddeutsche und Kurden. Mehr als die Hälfte der Bevölkerung war jünger als 25 Jahre alt. Der Anteil der Empfänger von ALG II war im Vergleich zum Durchschnitt anderer Detmolder Ortsteile erheblich höher. 1997 wurde der Stadtteil vom Land NRW in das Programm „Stadtteile mit besonderem Erneuerungsbedarf“ aufgenommen und es wurden über mehrere Jahre hinweg mehrere Millionen Euro investiert. 2003 war der Stadtteil durch einen hohen Leerstand der Wohnungen gekennzeichnet.